# Marcel Danguillaume
Marcel Danguillaume (* 22. November 1928 in Colleret; † 4. Oktober 1989 in Tours) war ein französischer Radsportler.

## Sportliche Laufbahn
Von 1950 bis 1954 war er als Unabhängiger und Berufsfahrer beim französischen Team La Perle-Hutchinson unter Vertrag. Sein größter Erfolg war der Sieg in der Rundfahrt Tour d’Eure-et-Loir (dem Vorläufer der Tour du Loir-et-Cher) 1956. Insgesamt konnte er während seiner Laufbahn 100 Siege in seinen Palmares verbuchen. 1954 startete er bei der Internationalen Friedensfahrt, gab das Rennen aber nach einem Sturz auf. Zum Ende der Saison 1956 beendete er seine Laufbahn.

## Familiäres
Marcel Danguillaume ist der Bruder von Camille Danguillaume, Andre Danguillaume, Roland Danguillaume und Jean Danguillaume, die alle Radsportler waren. Er ist der Onkel von Jean-Pierre Danguillaume, der 1969 die Internationale Friedensfahrt gewann.